# Gare d'Heverlee
Ne doit pas être confondu avec gare d'Oud-Heverlee.
La gare d'Heverlee est une gare ferroviaire belge de la ligne 139, de Louvain à Ottignies située dans la section belge d'Heverlee faisant partie de la commune de Louvain, située en Région flamande dans la province du Brabant flamand.
Mise en service en 1855 par la Compagnie du chemin de fer de Charleroi à Louvain, c'est une halte de la Société nationale des chemins de fer belges (SNCB) desservie par des trains InterCity (IC), Suburbains (S) et d'Heure de pointe (P).

## Situation ferroviaire
Établie à 31 m d'altitude, la gare d'Heverlee est située au point kilométrique (PK) 3,0 de la ligne 139, de Louvain à Ottignies entre la bifurcation Y Parkbrug et la gare d'Oud-Heverlee.

## Histoire
La station d'Heverlee est mise en service le 12 février 1855 lorsque le Chemin de fer de Charleroi à Louvain livre à l'exploitation la section de ligne comprise entre Louvain et Wavre de l’actuelle ligne 139.
Cette compagnie, devenue, Chemins de fer de l'est-belge en 1859, devint par fusion la compagnie du Grand Central belge en 1864. L'administration des chemins de fer de l'État belge reprend l'exploitation après la nationalisation du Grand Central en 1898.

### Le bâtiment de la gare
Le premier bâtiment de la gare a été détruit en 1904. Son aspect n'est pas connu.
Un bâtiment de gare de plan type 1895 remplace le premier bâtiment. Il comporte dans sa frise des décorations en brique jaune et existe toujours à l’heure actuelle. Il possède une aile de quatre travées à gauche du corps central.
Les guichets de la gare ont fermé et elle est aujourd’hui un simple point d’arrêt.

## Service des voyageurs

### Accueil
Halte SNCB, c'est un point d'arrêt non gardé (PANG) à entrée libre. La traversée des voies s'effectue via le passage à niveau routier.

### Desserte
Heverlee est desservie par les trains InterCity (IC), Suburbains (S) et d'Heure de pointe (P) qui effectuent des missions sur la ligne commerciale 139 (Louvain – Wavre).
La desserte est constituée de trains IC-24 reliant toutes les heures Louvain à Charleroi-Central ainsi que de trains S20 de Louvain à Ottignies toutes les demi-heures en semaine et toutes les heures les week-ends et fériés.
Tous les dimanches soirs en période scolaire, la gare est un arrêt pour quatre trains P mis en place pour les étudiants résidant loin de Louvain : deux venant de Hamont via Neerpelt, Mol, Lierre et Malines-Nekkerspoel ; un d'Essen via Anvers-Central, Lierre et Aarschot et un depuis Poperinge, via Courtrai et Gand.

## Comptage voyageurs
Ce graphique et tableau montre le nombre de voyageurs embarquant en moyenne durant la semaine, le samedi et le dimanche.
| Nombre de passagers qui embarquent à la gare d`Heverlee | Nombre de passagers qui embarquent à la gare d`Heverlee | Nombre de passagers qui embarquent à la gare d`Heverlee | Nombre de passagers qui embarquent à la gare d`Heverlee |
|                                                         | Semaine                                                 | Samedi                                                  | Dimanche                                                |
| ------------------------------------------------------- | ------------------------------------------------------- | ------------------------------------------------------- | ------------------------------------------------------- |
| 1977                                                    | 771                                                     | 70                                                      | 32                                                      |
| 1978                                                    | 1 020                                                   | 115                                                     | 39                                                      |
| 1979                                                    | 694                                                     | 55                                                      | 30                                                      |
| 1980                                                    | 738                                                     | 32                                                      | 29                                                      |
| 1981                                                    | 711                                                     | 65                                                      | 14                                                      |
| 1982                                                    | 674                                                     | 56                                                      | 23                                                      |
| 1983                                                    | 595                                                     | 52                                                      | 37                                                      |
| 1984                                                    | 524                                                     | 51                                                      | 33                                                      |
| 1985                                                    | 364                                                     | 44                                                      | 33                                                      |
| 1986                                                    | 399                                                     | 73                                                      | 60                                                      |
| 1987                                                    | 438                                                     | 52                                                      | 54                                                      |
| 1988                                                    | 356                                                     | 92                                                      | 57                                                      |
| 1989                                                    | 443                                                     | 83                                                      | 58                                                      |
| 1990                                                    | 536                                                     | 81                                                      | 44                                                      |
| 1991                                                    | 505                                                     | 67                                                      | 56                                                      |
| 1992                                                    | 515                                                     | 79                                                      | 60                                                      |
| 1993                                                    | 460                                                     | 100                                                     | 71                                                      |
| 1994                                                    | 537                                                     | 129                                                     | 123                                                     |
| 1995                                                    | 500                                                     | 99                                                      | 94                                                      |
| 1996                                                    | 541                                                     | 137                                                     | 71                                                      |
| 1997                                                    | 537                                                     | 146                                                     | 100                                                     |
| 1998                                                    | 505                                                     | 142                                                     | 144                                                     |
| 1999                                                    | 509                                                     | 76                                                      | 104                                                     |
| 2000                                                    | 523                                                     | 70                                                      | 74                                                      |
| 2001                                                    | 495                                                     | 56                                                      | 47                                                      |
| 2002                                                    | 384                                                     | 56                                                      | 48                                                      |
| 2003                                                    | 408                                                     | 51                                                      | 41                                                      |
| 2004                                                    | 363                                                     | 38                                                      | 33                                                      |
| 2005                                                    | 388                                                     | 116                                                     | 62                                                      |
| 2006                                                    | 405                                                     | 62                                                      | 65                                                      |
| 2007                                                    | 425                                                     | 82                                                      | 62                                                      |
| 2008                                                    | -                                                       | -                                                       | -                                                       |
| 2009                                                    | 352                                                     | 85                                                      | 80                                                      |
| 2010                                                    | -                                                       | -                                                       | -                                                       |
| 2011                                                    | -                                                       | -                                                       | -                                                       |
| 2012                                                    | 462                                                     | 92                                                      | 131                                                     |
| 2013                                                    | 462                                                     | 81                                                      | 92                                                      |
| 2014                                                    | 542                                                     | 103                                                     | 70                                                      |
| 2015                                                    | 491                                                     | 97                                                      | 100                                                     |
| 2016                                                    | 589                                                     | 96                                                      | 58                                                      |
| 2017                                                    | 547                                                     | 107                                                     | 90                                                      |
| 2018                                                    | 524                                                     | 109                                                     | 53                                                      |
| 2019                                                    | 533                                                     | 37                                                      | 43                                                      |
| 2020                                                    | 426                                                     | 77                                                      | 60                                                      |
| 2021                                                    | -                                                       | -                                                       | -                                                       |
| 2022                                                    | 690                                                     | 206                                                     | 173                                                     |
| 2023                                                    | 775                                                     | 273                                                     | 246                                                     |
| 2024                                                    | 941                                                     | 373                                                     | 257                                                     |

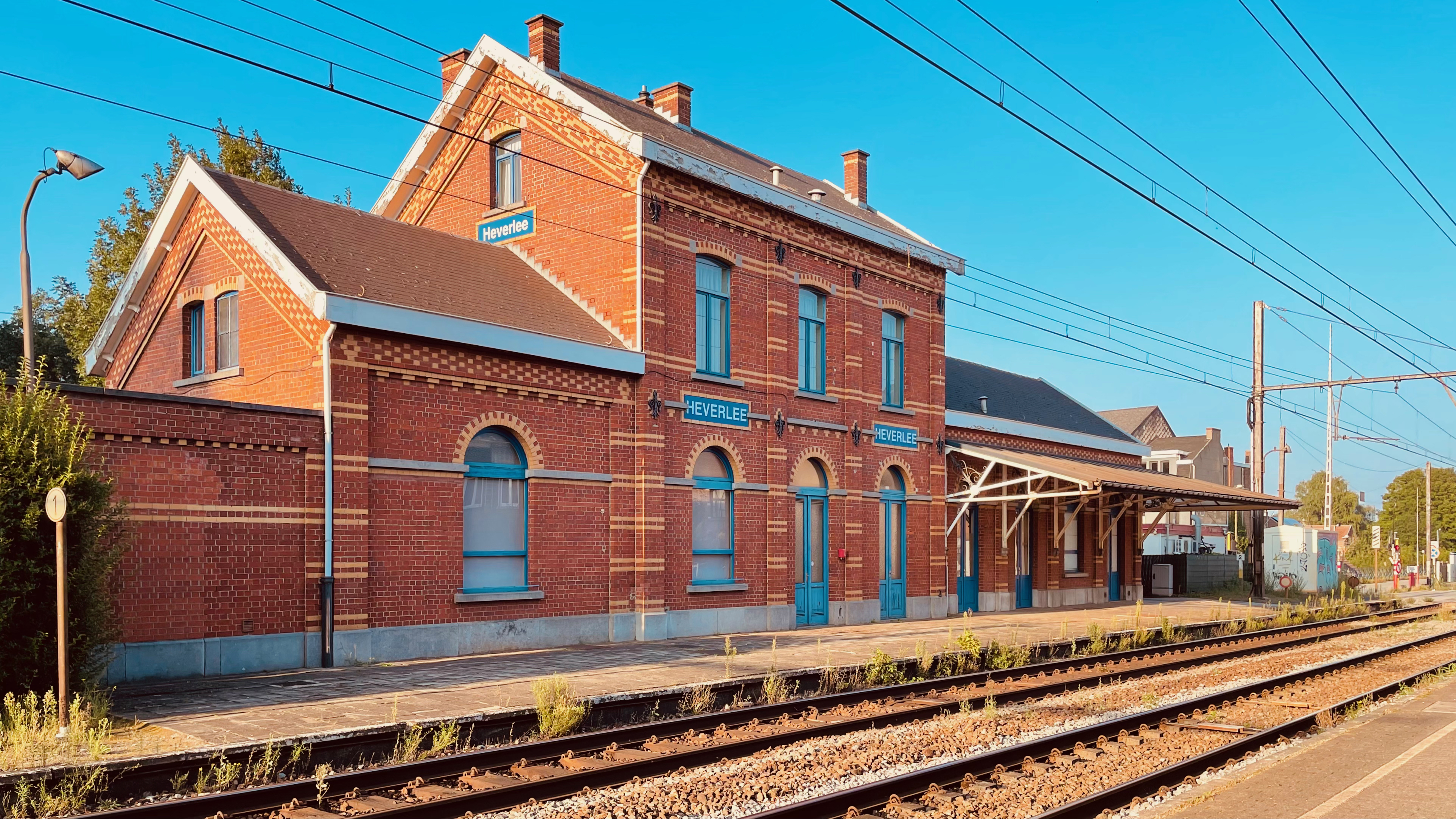
Le bâtiment de la gare (2021).
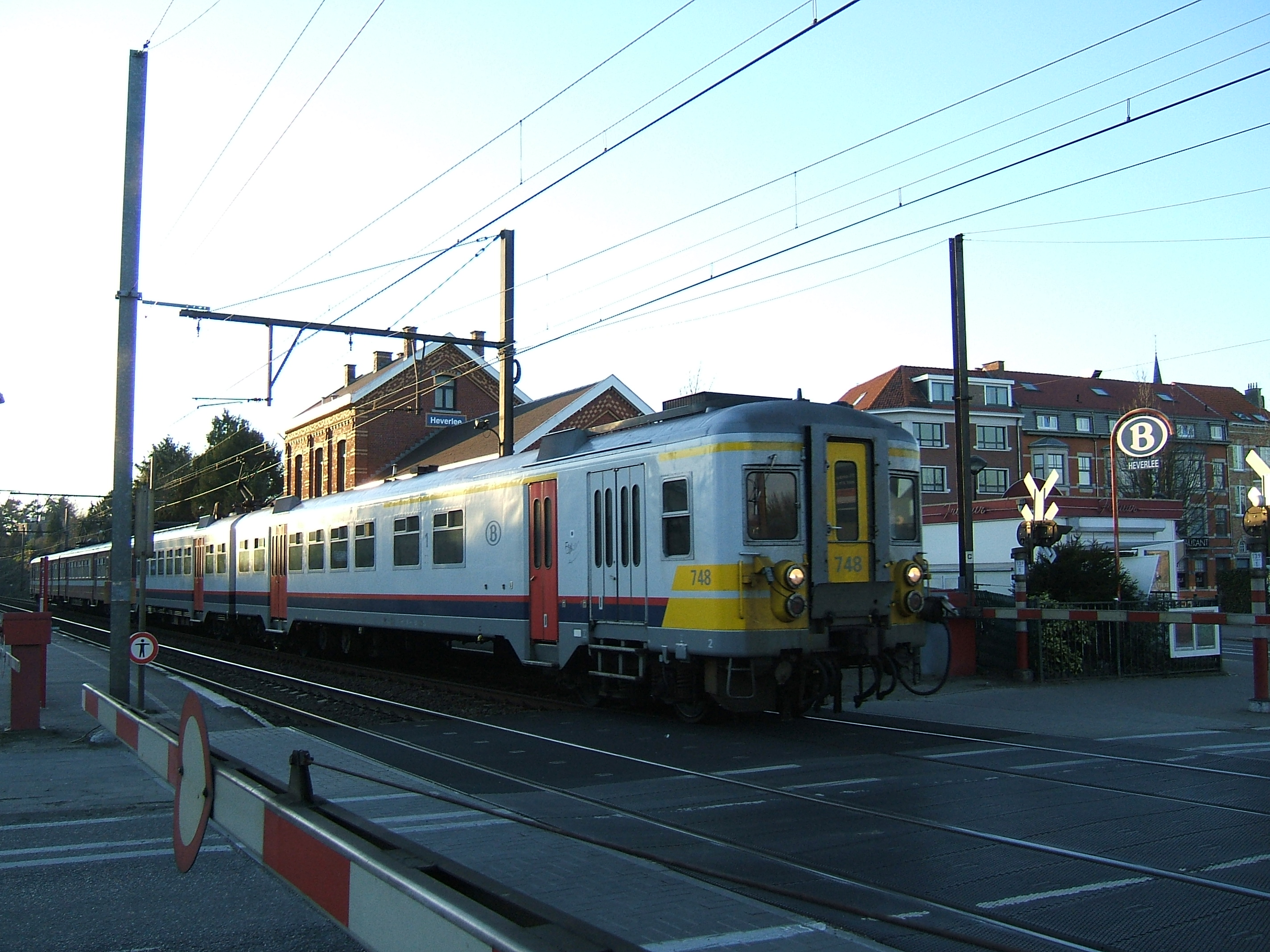
Passage à niveau.
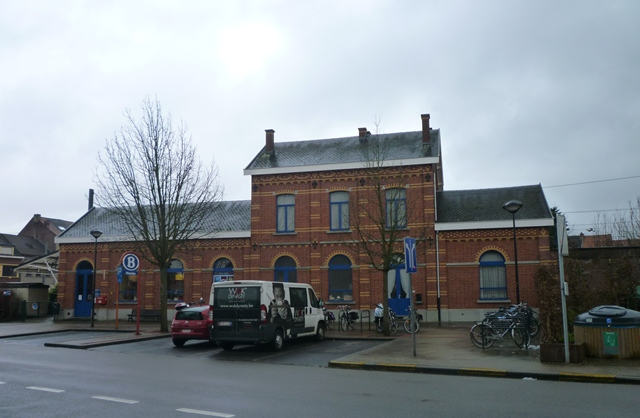
Place de la gare.